# Mario Cid
Mario Chávez García Cid (Tampico, Tamaulipas; 27 de junio de 1932), conocido como Mario Cid, es un actor y guionista mexicano. Se le conoce por sus guiones para películas como El vuelo de la muerte (1991), El Judas en la frontera (1989) y Esta y l'otra con un solo boleto (1983).

## Biografía y carrera
Mario Chávez García Cid nació el 27 de junio de 1932. Inició su carrera como actor en 1957, participando con una papel no acreditado en la película Al compás del rock and roll.
La actuación le permitió incursionar como guionista.

## Filmografía selecta

### Películas
- Al compás del rock and roll (1957) - Hombre en estudio de radio (no acreditado)
- Locos peligrosos (1957) - Fotógrafo (acreditado como Mario Chávez)
- El águila negra en la ley de los fuertes (1958) - Cantinero (acreditado como Mario Chávez Martínez)
- Refifi entre las mujeres (1958) - Empleado de don Luis
- El águila negra contra los enmascarados de la muerte (1958) - Camarero (no acreditado)
- Échenme al gato (1958) - Agente policía
- Nostradamus y el destructor de mounstros (1962) - Miguel Castillo
- Santo en el hotel de la muerte (1961) - Empleado
- Santo contra el cerebro diabólico (1961) - Esbirro de Refugio
- Un gallo con espolones (1964) - Otto
- La muerte en bikini (1967)
- Veinticuatro horas de vida (1967) - Navajas
- El tigre de Santa Julia (1974) - Sargento
- Como gallos de pelea (1977)
- Tres de presidio (1980)
- Perro callejero II (1981)
- El sexo de los pobres (1983)
- Pedro navaja (1984)
- La fuga del Rojo (1985)
- Mauro el mojado (1986)
- Nacido para matar (1986)
- Muelle rojo (1987)
- Vengador callejero (1988)
- Una luz en la escalera (1994)
- Ahí te encargo a mi mamá (2021)